# Sinyang, Pyongan Nam
Sinyang (Hán Việt: Tân Dương) là một huyện của tỉnh Pyongan Nam tại Cộng hòa Dân chủ Nhân dân Triều Tiên. Huyện giáp với Maengsan ở phía bắc, với Yodok ở tỉnh Hamgyong Nam ở phía đông, với Yangdok ở phía đông nam, với Hoechang ở tây nam, với Songchong và Pukchang ở phía tây. Năm 2008, dân số toàn huyện Sinyang là 59.115 người (28.112 nam và 31.003 nữ), trong đó, dân cư đô thị là 28.120 người (47,6%) còn dân cư nông thôn là 30.995 người (52,4%).